# The Suffering
The Suffering est un jeu vidéo créé par Surreal Software et édité par la société Midway Games basée aux États-Unis. Le jeu a pour contexte l'univers carcéral. Comme son nom l'indique, l'ambiance glauque vous plonge dans la perception de la souffrance et de vos peurs les plus inconsidérées.
The Suffering est un survival horror axé surtout sur l'action à l'image de Resident Evil, très loin de la conception d'un Silent Hill au niveau du traitement et du scénario, on retrouve pourtant des thèmes parfois similaires mais jamais approfondis.
Le héros principal a la particularité de pouvoir se changer en monstre.

## Trame
Le scénario du jeu se déroule sur une île-prison fictive du Maryland , le pénitencier d'État d'Abbott, où l'on incarne un mystérieux prisonnier condamné à la peine de mort, prénommé Torque, qui devra à tout prix survivre afin de trouver un moyen de fuir l'île maudite qui a été envahie par des créatures monstrueuses et meurtrières . 

## Série
- The Suffering
- The Suffering : Les liens qui nous unissent